# Miomboweber
Der Miomboweber (Ploceus angolensis, Syn.: Sharpia angolensis) zählt innerhalb der Familie der Webervögel (Ploceidae) zur Gattung der Ammerweber (Ploceus).
Der Vogel kommt in Angola, in der Demokratischen Republik Kongo und in Sambia vor.
Das Verbreitungsgebiet umfasst Miombo- oder Cryptosepalum-Wald.

## Merkmale
Die Art ist 13 cm groß, ein kleiner, schlanker Vogel mit dunkler Ober- und weißlicher bis gelblicher Unterseite, sieht deutlich anders aus ein typischer Webervogel, erinnert mehr an einen Fliegenschnäpper. Beim Männchen sind Stirn, Scheitel und Nacken schwärzlich, der übrige Kopf ist dunkelbraun einschließlich Ohrdecken, der Rücken ist braun und cremefarben mit breitem gelben Streifen. Namensgebend (englisch bar-winged weaver) sind zwei helle Flügelbänder. Der Schnabel ist schlank, der Schwanz kurz. Beim Weibchen ist das Gelb auf der Unterseite weniger ausgeprägt. Jungvögel sind stumpf olivgrau auf dem Scheitel mit blassem Schnabel.
Die Art ist monotypisch.

## Stimme
Der Gesang des Männchens besteht aus etlichen schnellen melodischen Tönen, ansteigenden und lauter werdend.

## Lebensweise
Die Nahrung besteht hauptsächlich aus Insekten, die in den Wipfeln gejagt werden, aber auch den Stamm, die Äste und Zweige entlangkletternd. Gejagt wird als Paar, als Familie, gern auch in gemischten Jagdgemeinschaften.
Die Brutzeit liegt zwischen August und November in Sambia. Die Art ist monogam und brütet nicht in Kolonien. Das Nest wird von beiden Elternvögeln etwa 10 Meter über dem Boden erbaut. Das Gelege besteht aus 2–3 türkisblauen, dunkel gefleckten Eiern.

## Gefährdungssituation
Der Bestand gilt als nicht gefährdet (Least Concern).